# Двонаправлений кавопульмональний анастомоз
Двонаправлений кавопульмонарний анастомоз, або Анастомоз Гленна ; (англ. Bi-directional cavopulmonary shunt) — назва кардіохірургічної операції, при якій верхня порожниста вена спрямовується в праву легеневу артерію.